# 강동동 (부산)
강동동(江東洞)은 부산광역시 강서구의 법정동이자 행정동이다. '강동'(江東)은 서낙동강의 동쪽에 있다는 뜻이다.

## 역사
조선시대에는 김해군 덕도면(德島面)이었고, 1914년 4월 1일 김해군 가락면에 합쳐졌다. 1978년 2월 15일에 김해군 가락면 대사리·북정리·상덕리·제도리가 부산직할시에 편입되면서 법정리를 통합하여 강동동을 법정동으로 신설하였다.

## 주거
| 단지명                             | 건설사                                                                  | 시행사                                                         | 주소                  | 입주               | 비고 |
| ---------------------------------- | ----------------------------------------------------------------------- | -------------------------------------------------------------- | --------------------- | ------------------ | ---- |
| 호반써밋 스마트시티                | 호반건설                                                                | ㈜호반호텔앤리조트                                             | 강서구 에코대로 243   | 2024년 3월         |      |
| 에코델타 스마트시티 수자인         | ㈜한양 ㈜보성산업                                                       | ㈜코리아디앤아이 ㈜에코델타비에스피에프브이                    | 강서구 에코중앙1로 33 | 2024년 6월         |      |
| 에코델타시티 푸르지오 린           | 우미건설 대우건설                                                       | ㈜코리아신탁 ㈜명선종합건설                                    |                       | 2025년 10월 (예정) |      |
| 에코델타시티 푸르지오 센터파크     | 대우건설 동원개발 ㈜에이치제이중공업 건설부문 ㈜한창이앤씨              | 부산도시공사 컨소시엄                                          | 강서구 에코델타1로 66 | 2025년 6월         |      |
| 에코델타시티 푸르지오 트레파크     | 대우건설 ㈜에이치제이중공업 건설부문 ㈜삼미건설 ㈜한창이엔씨 지원건설㈜ | 부산도시공사 컨소시엄                                          |                       |                    |      |
| e편한세상 에코델타 센터포인트      | ㈜디엘이앤씨 극동건설 ㈜대성문 흥우건설㈜ ㈜신화종합건설                | 부산도시공사 컨소시엄                                          | 강서구 에코델타1로 42 | 2025년 4월         |      |
| 에코델타시티 아테라                | 수근종합건설㈜ ㈜대성문 금호건설 ㈜다원앤컴퍼니 ㈜가화건설              | 부산도시공사 컨소시엄                                          |                       |                    |      |
| 강서자이 에코델타                  | ㈜지에스건설 경동건설㈜ ㈜삼미건설 지원건설㈜                           | 부산도시공사 컨소시엄                                          | 강서구 에코델타1로 24 | 2025년 5월         |      |
| 에코델타시티 중흥S-클래스          | 중흥토건㈜                                                              | 중봉산업개발㈜                                                 |                       |                    |      |
| 에코델타시티 중흥S-클래스 에듀리버 | 중흥토건㈜                                                              | ㈜중흥에스클래스                                               |                       |                    |      |
| 에코델타시티 대성베르힐            | 대성베르힐건설㈜ 디에스종합건설㈜                                       | 부산에코델타시티피에프브이㈜ 디에스종합건설㈜ 대성베르힐건설㈜ |                       |                    |      |
| 에코델타시티 디에르트 더 퍼스트    | 대방건설                                                                | ㈜디비건설                                                     |                       |                    |      |
| 에코델타시티 디에르트 그랑루체     | 대방건설                                                                | ㈜대방하우징                                                   |                       |                    |      |

## 교육
- 대저중앙초등학교
- 대사초등학교
- 덕도초등학교 (폐교) - 강서구 상덕로 113
- 가락중학교